# 炳霊寺石窟
炳霊寺石窟（へいれいじせっくつ、拼音: Bǐnglíng Sì）は、中華人民共和国の黄河沿いの渓谷にある仏教石窟。自然の洞窟やそこに彫刻された仏像群で構成されている。黄河流域にある劉家峡水力発電所の北岸にある。所在地は、蘭州から南東に100キロ離れた甘粛省臨夏回族自治州永靖県。
「シルクロード:長安-天山回廊の交易路網」の一部として世界遺産に登録されている。中国の5A級観光地（2020年認定）でもある。石窟は1000年以上前から開かれており、最初の岩屋は西秦末期の420年頃に作られた。北魏・北周・隋・唐・宋・元・明・清の各王朝で石窟の拡張が続けられた。楊貴妃に似せて作られたといわれる仏像もある。それぞれの石窟寺院の様式は、王朝ごとの典型的な美術様式と容易に結びつけることができる。炳霊寺は様式的にも地理的にも、アフガニスタンのバーミヤンの石仏群と中国中央部の石窟寺院群、大同付近の雲崗石窟、洛陽付近の龍門石窟の中間に位置する。
「炳霊」はチベット語で十万仏を意味するが、何世紀にもわたって、地震・浸食・略奪者が石窟や内部の芸術的な宝物の多くを損壊・破壊してきた。現在では、183の石窟、694体の石像、82の粘土彫刻が残っている。シルクロードを行きかう人々が寄進していったものである。仏像や色彩豊かなフレスコ画で満たされた石窟およびレリーフ群は、約200メートルにわたって峡谷の北側に並んでいる。それぞれの石窟は、数々の仏像が収められた小寺院のようなものである。これらの石窟群は、崖側に隠れた洞窟や、高さ27メートル以上もある巨大な弥勒菩薩像に向かって、木製の歩道が不安定に岩面に取り付いている巨大な天然洞窟でクライマックスを迎える。

## 観光

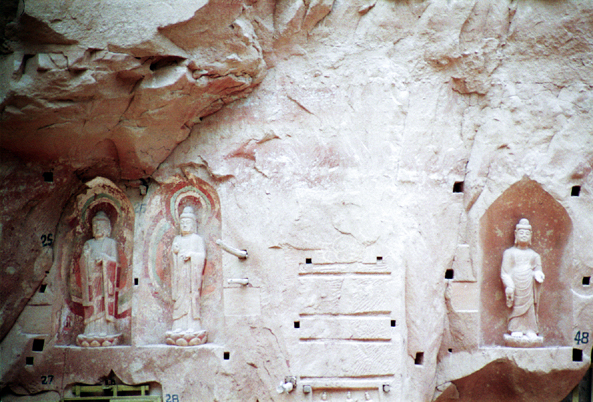
小型のレリーフ群

現存する彫刻やフレスコ画は、仏教美術の優れた例であり、世界中から訪れる人々を惹きつけている。都市部から隔絶された僻地にあり、かつては陸路がなかったため、夏季と秋季の間のみ水力発電所を経由して船で行くのが通常のルートだった。船は、劉家峡ダム付近 (永靖県) から出ており、ダム内の他の港からも出ることがある。現在は陸路が通り、バスが運行されていて、船は不定期である。